# Frankenwald

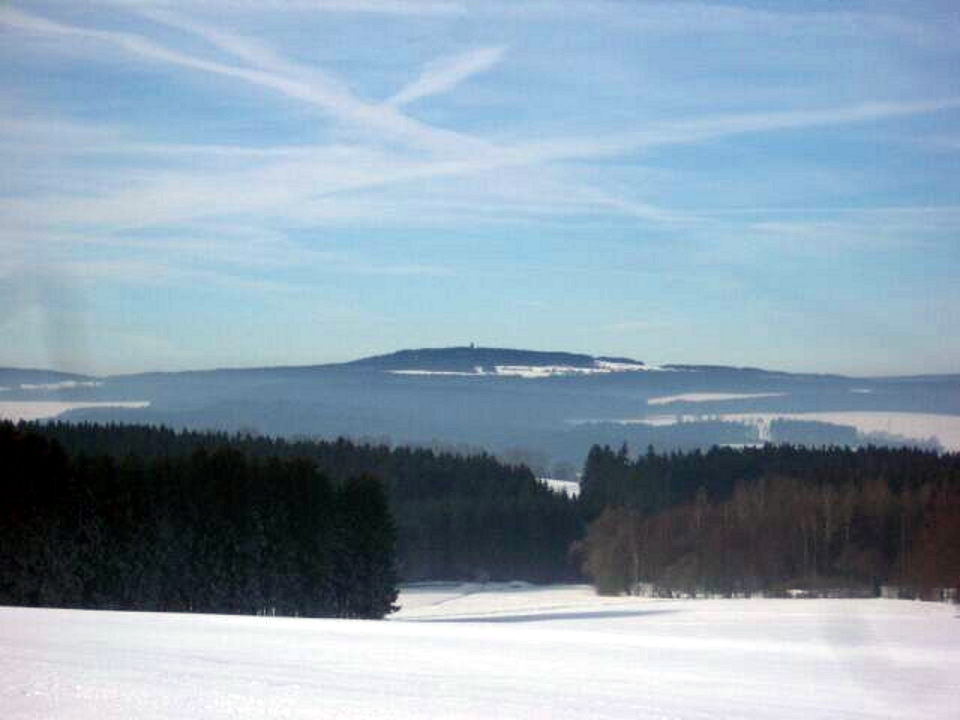
Vy över Frankenwald med Döbraberg i bakgrunden

Frankenwald är en bergsregion i nordöstra delen av det tyska landskapet Franken.
Frankenwald ligger mellan Thüringer Wald, Fichtelgebirge och ett kuperat område med namnet Obermainland. Bergregionens högsta topp är Döbraberg som ligger 794 meter över havet. Som namnet antyder (Wald = skog) finns här större skogar. Idag är gran det vanligaste trädslaget men tidigare var ädelgran och bok vanligare. Genom Frankenwald går en betydande vattendelare som skiljer vattendrag som flyttar mot Rhen från vattendrag som flyttar mot Elbe.
Många hustak i regionen är täckt med lerskiffer som bryts i Frankenwald. Andra gamla industrigrenar som framställning av träkol, skogsbruk, flottning och glasbruk är relaterade till skogen. Flottar från Frankenwald fraktades över Main och Rhen så långt som till Amsterdam. Idag bedrivs flottning huvudsakligen för turisternas skull. I nyare tider blev flera samhällen i regionen kurorter.
I Frankenwald ligger Ködeltalsperre som är Bayerns största dammbyggnad för dricksvatten. För att skydda områdets flora och fauna inrättades 1973 en naturpark som är lite större än 100 hektar.